# Симеоновград
Симеоновград е град в Южна България. Той се намира в Област Хасково и е в близост до град Харманли. Градът е административен център на община Симеоновград. По данни на ГРАО към 15 юни 2023 г. в града живеят 7531 души по настоящ адрес и 8245 души по постоянен адрес.

## География
Разположен е на двата бряга на река Марица. Над реката има построени три моста (един железопътен и два шосейни), които свързват двете части на града.

## История
В местността Чавдарова чешма в околностите на града е разкрито селище от късната неолитна епоха, просъществувало до ранното средновековие. Спасителните разкопки през 2014 – 2015 г. във връзка със строителството на автомагистрала „Марица“ на площ от около 200 декара въз основа на разкритата керамика доказаха, че неолитното селище се отнася към фазите III и III/IV на културата Караново, т.е. е от 2-рата половина на 6-о хилядолетие пр.н.е. – 4900 – 4850 г. пр.н.е. Намерените субфосилни останки от палеорнитолога Златозар Боев принадлежат на 5 вида, сред които са 2 вида критично застрашени – малката белочела гъска (Anser erythropus) и голямата дропла (Otis tarda), 1 вид е застрашен – белоглавият лешояд (Gyps fulvus) и 1 вид е уязвим – скалният орел Aquila chrysaetos). Намерени са и останките от 2 домашни форми – домашна кокошка (от късната античност) и домашна гъска (от ранен неолит).
Край Симеоновград са останките на древната крепост Констанция, датираща от късната античност (4 век). Тя се намира на възвишението Асара. Тази крепост се оформя като един от най-големите и стари градове в Северна Тракия, съществувал от 4 век до началото на 13 век. За пръв път името на Констанция се среща в Хронография на Теофан Изповедник, който известява, че крепостта е била разрушена от Атила в 458 г.
| „           | …Той (Теодосий II) изпратил войска срещу Атила, който бил разрушил вече Рациария, Ниш, Филипопол, Аркадиопол, Констанция и много други градове. | “ |
| Хронография | |   |

След това събитие крепостта е възстановена с вход от север и днес ясно личат останки от зидове, дебели около три метра. При разкопки на крепостта са намерени подземни тунели с разклонения. В най-високата част на крепостта е разкрита църква от IV век с обособени баптистерий и друго помещение в югоизточния край, вероятно параклис.
Легенда разказва, че тук е била резиденцията на последните римски императори. В подземията на крепостта те криели своите богатства. Когато варварите нахлули, крепостта известно време устояла. Тук се събрали всички ценности от провинцията, но не след дълго крепостта паднала. Римляните избягали, а съкровищата останали в подземията на крепостта.
През 812 г. Констанция е завладяна от българите и след мирния договор от 815 г. юридически е уредено присъединяването ѝ към Първата българска държава. Не е известно кога точно в града е учредена епископска катедра, но в епархийските списъци от 901 г. епископът на Констанция е подчинен на митрополита на Филипопол в диоцеза Тракия.

През 1153 г. ал Идриси отбелязва, че:
| „ | ...град Кунстантия е голям и добре населен град, със земеделски култури и многобройни обработени полета. Между град Фаруи в югозападна посока до град Константия има 40 мили. | “ |

Името на Констанция се споменава многократно във връзка с Третия кръстоносен поход от 1189/1190 г. В града е резидирал самият император Фридрих I Барбароса. На 19 ноември 1189 той пристига за няколко дни в Констанция и според летописеца намира всичко необходимо за отбраната и стопанството. Средновековният град-крепост е превзет отново на 24 март 1201 г. от цар Калоян.

### Имената на града
| Име            | Обяснение                                 |
| -------------- | ----------------------------------------- |
| Констанция     | от 4 век пр. Хр. до 1202 г. (антично име) |
| Търново-Сеймен | от 1872 г. до 1929 г.                     |
| Симеоновград   | от 1929 г. до 1946 г.                     |
| Марица         | от 1946 г. до 1981 г.                     |
| Симеоновград   | сегашно име от 1981 година                |

## Население
Численост на населението според преброяванията през годините:
| \| Година на преброяване \| Численост \| \| --------------------- \| --------- \| \| 1934 \| 6118 \| \| 1946 \| 7014 \| \| 1956 \| 7155 \| \| 1965 \| 8534 \| \| 1975 \| 8674 \| \| 1985 \| 8702 \| \| 1992 \| 8294 \| \| 2001 \| 7790 \| \| 2011 \| 6712 \| \| 2021 \| 6027 \| |           |
| Година на преброяване | Численост |
| 1934 | 6118      |
| 1946 | 7014      |
| 1956 | 7155      |
| 1965 | 8534      |
| 1975 | 8674      |
| 1985 | 8702      |
| 1992 | 8294      |
| 2001 | 7790      |
| 2011 | 6712      |
| 2021 | 6027      |

### Етнически състав
Преброяване на населението през 2011 г.
Численост и дял на етническите групи според преброяването на населението през 2011 г.:
|                     | Численост | Дял (в %) |
| Общо                | 6 712     | 100,00    |
| Българи             | 4 651     | 69,29     |
| Турци               | 49        | 0,73      |
| Цигани              | 1 392     | 20,73     |
| Други               | 12        | 0,17      |
| Не се самоопределят | 37        | 0,55      |
| Неотговорили        | 571       | 8,50      |

## Религии
По-голямата част от населението са православни християни. В Симеоновград има две църкви. Църквата „Св. Богородица“ /1827 г./ се намира в кв. Злати дол, а храмът „Св. Николай Чудотворец“ /1888 г./ се намира в центъра на града.

## Транспорт
Симеоновград е един от първите градове в България с ЖП Гара. Построените от Барон М.Хирш (между 1870 и 1875) железници в европейската част на тогавашната Османска империя имат обща експлоатационна дължина 1280 км. Тези, които имат пряко значение за нашите железници по-късно, са: Цариград – Белово, открита на 18 – 20 юни 1873, и Търново Сеймен (Симеоновград) – Ямбол, открита на 7 януари 1875. И двете железопътни линии са минавали през Симеоновград и именно там са се разклонявали. Т.е. Симеоновград (или Търново Сеймен, както се е наричал по онова време) е първата разпределителна гара в България.

## Културни и природни забележителности

### Музеи

#### Музей на тракийското изкуство
На 11 км от Симеоновград в посока Хасково се намира село Александрово. Там на 15 май 2009 г., в присъстивето на Техни Височества Акишино – принцът и принцесата на Япония, президента на България Георги Първанов, министъра на културата Стефан Данаилов и много гости официално е открит Музеен център „Тракийско изкуство в Източните Родопи“. Той е изграден с финансова помощ от Япония, възлизаща на близо 3 млн. щатски долара.
Новопостроеният Музеен център „Тракийско изкуство в Източните Родопи“ е с разгърната застроена площ от 833.4 m².
Едната част от сградата с площ от 355 m² е предназначена за богата музейна експозиция и копие на гробницата в Александрово.
Експозицията дава информация за тракийската гробница – история на откриването и проучването, и интерпретация на стенописите. Тракийското културно наследство в регионален обхват е представено чрез движими паметници на културата, като хронологически обхваща периода на късножелязната епоха (VI – I в. пр. Хр.). Освен това тук посетителите могат да се запознаят с най-забележителните археологически паметници в Източните Родопи, Сакар планина и по долината на р. Марица.
В музея са изградени няколко взаимосвързани експозиционни модула:
- Информационен модул – постоянна експозиция от фотоси и текстове, които представят паметника с акцент върху стенописите. Модулът съдържа фотоси от стенописите, както и кратка текстова информация за гробницата като цяло.
- Изложбен модул от движими паметници на културата – в шест витрини са експонирани най-атрактивните тракийски движими паметници от фонда на музея в Хасково, като се акцентира върху онези, които са свързани с погребалните ритуали на траките, населявали региона.

Сред най-ярките експонати в музея безспорно са откритите в северната част на Сакар планина 98 златни апликации (4500 – 4000 г. пр. Хр.). Заедно със златните накити от Варненския некропол и огърлицата от с. Хотница те са най-старото обработено златно съкровище в света.
В контактната зона между модул 1 и 2 ще бъдат експонирани движими паметници, които отговарят на изобразените в стенописите, оръжия, елементи от конска амуниция и др.
- Туристическо – информационен модул – чрез фотоси, текстове и карти се демонстрират най-забележителните археологически паметници в региона на Източните Родопи, Сакар планина и долината на р. Марица, дава информация за местоположението им и съдейства за разгръщането на маршрути за културен туризъм.

Останалата част на Музеен център „Тракийско изкуство в Източните Родопи“ е обособена като модерен научноизследователски център с лаборатория и фондохранилище, оборудвани с най-съвременна техника за реставрация и консервация. На първо време те ще започнат с работа свързана с проблемите на консервацията и реставрацията на оригинала, а впоследствие обхватът им ще се разшири, за проучването и на други обекти.
Аудиовизуалната зала на центъра дава възможност за организирането на конференции, кръгли маси, тематични лектории и др., свързани с изследването на тракийската култура.
Община Хасково влага близо 500 хил.лв. за изграждане на техническата инфраструктура към Музея – проектиране подготовка на строителната площадка, осигуряване на електро- и водопровод, изграждане на довеждащ път с улично осветление и паркинг.
Цената за посещение на Музеен център „Тракийско изкуство в Източните Родопи“ в Александрово е 4 лева на човек за възрастни. Пенсионери и учащи ще плащат по 2 лева. За деца до 7 години входът е безплатен. Цената за изнасяне на беседа от екскурзовод е 6 лева. Работното време на комплекса е от 9 до 17 часа, всеки ден без понеделник.

#### Оригиналът на Александровската гробница
На 17 декември 2000 г. в могилата „Рошавата чука“ край с. Александрово, община Хасково, екип от археолози, ръководен от д-р Георги Китов, откри уникална тракийска гробница от IV век пр. Хр. с изключителни високохудожествени стенописи.
Постройката, играла ролята на храм и мавзолей, е един от най-забележителните паметници на тракийската култура. Предназначението ѝ е било да даде последен приют на някой от тракийските владетели, чието име е неизвестно. Със своите архитектура и стенописи тя е един от бисерите на тракийското културно наследство по нашите земи и се нарежда сред най-големите открити съоръжения от този тип. Уникална обаче я правят нейните стенописи, които, поне за сега, са без паралел. Ловни, бойни сюжети, както и сцени от погребално угощение се редуват с монохромни пояси и такива с орнаментална украса.
Гробницата има дълъг над 10 м коридор и две помещения – правоъгълно и кръгло. Фигурални сцени с хора на коне и пешаци, диви и домашни животни, растителни и геометрични орнаменти покриват стените в края на коридора и в двете помещения.
Най-разнообразни и богати са стенописите в кръглата погребална камера, изградена от прецизно изработени каменни блокове. Тя е украсена с 16, разположени един над друг пояса. Особено важни и с научна стойност са изображенията на конниците. Общо 23-те човешки фигури, представени в различни моменти от живота, са ценен извор на информация за траките.
Александровската гробница е доказателство за високите художествени умения на траките и е свързващо звено в знанията ни за древността между подобни паметници в Южна Италия и Гърция. Интересът към нея от културната, научната и широката общественост в България и по света е огромен. Живописта от гробницата е изключително ценен източник за реконструкция на тракийската действителност. Тя носи внушителна по обем информация в областта на облеклото, снаряжението и въоръжението на древните траки.

## Образование и култура
На територията на града функционират:
- Три училища:
  - СУ „Св. Климент Охридски“,
  - ОУ „Иван Вазов“,
  - НУ „Отец Паисий“.
- Две целодневни градини:
  - ЦДГ „Зорница“ с разкрит филиал в с. Тянево,
  - ЦДГ „Детство“,
- Една детска ясла: „Пролет“,
- Две читалища:
  - НЧ „Развитие 1882“,
  - НЧ „Интеграция 2005“.

## Личности
Тодор Славов Недков /1898 - 1958/ е известен поет, писател и публицист, роден на 28 ноември 1898 г в Търново – Сеймен. Като ученик публикува в Старозагорските „Ранни цветя“ и „Хризантеми“. Той е син на народния учител Слави Недков, учителствал в Търново-Сеймен и Стара Загора – общо 40 години и известен в Стара Загора читалищен деец. Заедно с Гео Милев са били в литературния кръжок около списание „Хризантеми“. В периода 1919 – 1923 г. е гл. Редактор на списание „Голгота“. В един от фейлетоните си, иронизирайки литературната слава на Стара Загора той пръв я нарича „Градът на поетите“. След преврата през 1923 г. е привлечен в София като сътрудник на земеделскя официоз „Народно знаме“ и става член на БЗНС до края на живота си. По това време се запознава и се сприятелява с поета Сергей Румянцев. Недков е автор на предговора и главен редактор на единствената стихосбирка „Селски бодили“, която Румянцев издава приживе / конфискувана веднага от полицията/. Той е един от малкото, които се спасяват след априлските събития 1925 г. След 9 септември 1944 г. е секретар на министъра на транспорта. През живота си е написал 10 книги, най-известната от които е „Сергей Румянцев – живот, творчество и смърт“ /1945 г./.
- Александър Генов (1886 – 1905), български революционер от ВМОРО
- Любен Костов е основоположник на Съюз на българските национални легиони (СБНЛ).
- Христо Тотев е един от най-известните български кинооператори и кинодейци. Роден е на 12 декември 1939 в Симеоновград.
- Георги Генчев Николов е оператор, роден на 7 януари 1950 г. в Симеоновград. Завършил е операторско майсторство във ВИТИЗ „Кръстьо Сарафов" (1978).
- Д-р Ангел Кунчев е медик-епидемиолог, роден на 19 октомври 1959 година в Симеоновград. Завършил е Медицинската академия и оттогава се занимава с епидемиология. До 2001 година оглавява ХЕС, Хасково, а след това става началник на отдел „Надзор на заразните болести“ в Министерството на здравеопазването.
- Стоян Минков е спортист, роден на 3 май 1960 г. в Симеоновград. Бронзов медалист от СП за ветерани „Белград 2005“ в категория до 96 kg, дивизия „В“ (41 – 45 години)
- Пенчо Данчев – български литературен критик и професор, роден на 8 февруари 1915. Дългогодишен преподавател по естетика във ВИТИЗ „Кръстьо Сарафов". Автор на книгите „Чертите на гения“ за Христо Ботев, „Преди и след разстрела“ за Никола Вапцаров, „Яворов“ и др.

## Редовни събития
Празникът на града е на 6 декември – Никулден.